# Иџо
Иџо или Изон (енгл. Ijaw, IPA: или енгл. Ijo, IPA: ) је назив за групу сродних народа који углавном живе у шумским областима делте Нигера у Нигерији и броје неколико милиона припадника. По вери су анимисти иако има и католика.
Иџои говоре језицима који припадају Нигер-Конго групи. Једни су од првих нигеријских народа који су ступили у контакт с Европљанима, а били су и посредници у трговини с народима у унутрашњости Нигерије у доба пре открића кинина које је омогућило белцима да успешно лече ендемску маларију.
Крајем 1990-их, експлоатација нафте у делти Нигера и територијална реорганизација земље су узроковали ескалацију сукоба после дугогодишње етничке напетости између Иџоа и суседних Ицекирија, поготово у граду Варију. Иџои су сматрали како су нафтне компаније загадиле њихову околину и угрозиле традиционални начин живота, а да заузврат нису добили никакву компензацију ни од компанија ни од федералне владе. То је временом довело до штрајкова, демонстрација, мањих оружаних сукоба, саботажа и отмица које дан-данас утичу на кретања цене нафте у свету.